# Eddie Wiseman
Eddie Wiseman (né le 28 décembre 1912 à Newcastle, Nouveau-Brunswick, au Canada - mort le 6 mai 1977 à Red Deer, en Alberta, au Canada) est un joueur professionnel canadien de hockey sur glace qui évoluait au poste d'ailier droit.

## Biographie
Wiseman commence sa carrière professionnelle en 1930 avec les Shamrocks de Chicago dans l'Association américaine de hockey. Deux ans plus tard, il débute dans la Ligue nationale de hockey avec les Red Wings de Détroit où il passe trois saisons. Le 21 novembre 1935, il est échangé aux Americans de New York contre Fred Hergert et 7 500 dollars. En janvier 1940, il est échangé avec 7 500 dollars contre le joueur vedette des Bruins de Boston, Eddie Shore ; l'année suivante, il remporte avec eux la Coupe Stanley contre son ancienne équipe des Red Wings et termine meilleur buteur des séries éliminatoires avec six buts marqués. Sa carrière est interrompue par la Deuxième Guerre mondiale où il sert dans l'armée de l'air canadienne. Il travaille ensuite dans l'immobilier et les assurances et meurt en 1977 à Red Deer.

## Statistiques
| Saison     | Équipe                | Ligue      |    | Saison régulière | Saison régulière | Saison régulière | Saison régulière | Saison régulière |   | Séries éliminatoires | Séries éliminatoires | Séries éliminatoires | Séries éliminatoires | Séries éliminatoires |
| Saison     | Équipe                | Ligue      | PJ | B                | A                | Pts              | Pun              | PJ               | B | A                    | Pts                  | Pun                  |                      |                      |
| 1930-1931  | Shamrocks de Chicago  | AHA        | 47 | 8                | 11               | 19               | 16               |                  |   |                      |                      |                      |                      |                      |
| 1931-1932  | Shamrocks de Chicago  | AHA        | 44 | 17               | 17               | 34               | 26               |                  |   |                      |                      |                      |                      |                      |
| 1932-1933  | Red Wings de Détroit  | LNH        | 47 | 8                | 8                | 16               | 16               | 2                | 0 | 0                    | 0                    | 0                    |                      |                      |
| 1933-1934  | Red Wings de Détroit  | LNH        | 47 | 5                | 9                | 14               | 13               | 9                | 0 | 1                    | 1                    | 4                    |                      |                      |
| 1933-1934  | Olympics de Détroit   | LIH        | -  | 1                | 0                | 1                | 0                |                  |   |                      |                      |                      |                      |                      |
| 1934-1935  | Olympics de Détroit   | LIH        |    | 3                | 3                | 6                | 8                |                  |   |                      |                      |                      |                      |                      |
| 1934-1935  | Red Wings de Détroit  | LNH        | 40 | 11               | 13               | 24               | 14               | -                | - | -                    | -                    | -                    |                      |                      |
| 1935-1936  | Olympics de Détroit   | LIH        |    | 2                | 1                | 3                | 10               |                  |   |                      |                      |                      |                      |                      |
| 1935-1936  | Red Wings de Détroit  | LNH        | 1  | 0                | 0                | 0                | 0                | -                | - | -                    | -                    | -                    |                      |                      |
| 1935-1936  | Americans de New York | LNH        | 42 | 12               | 16               | 28               | 15               | 4                | 2 | 1                    | 3                    | 0                    |                      |                      |
| 1936-1937  | Americans de New York | LNH        | 43 | 14               | 19               | 33               | 12               | -                | - | -                    | -                    | -                    |                      |                      |
| 1937-1938  | Americans de New York | LNH        | 48 | 18               | 14               | 32               | 32               | 6                | 0 | 4                    | 4                    | 10                   |                      |                      |
| 1938-1939  | Americans de New York | LNH        | 45 | 12               | 21               | 33               | 8                | 2                | 0 | 0                    | 0                    | 0                    |                      |                      |
| 1939-1940  | Americans de New York | LNH        | 31 | 5                | 13               | 18               | 8                | -                | - | -                    | -                    | -                    |                      |                      |
| 1939-1940  | Bruins de Boston      | LNH        | 18 | 2                | 6                | 8                | 0                | 6                | 2 | 1                    | 3                    | 2                    |                      |                      |
| 1940-1941  | Bruins de Boston      | LNH        | 47 | 16               | 24               | 40               | 10               | 11               | 6 | 2                    | 8                    | 0                    |                      |                      |
| 1941-1942  | Bruins de Boston      | LNH        | 45 | 12               | 22               | 34               | 8                | 5                | 0 | 1                    | 1                    | 0                    |                      |                      |
|            |                       |            |    |                  |                  |                  |                  |                  |   |                      |                      |                      |                      |                      |
| 1944-1945  | Royaux de Montréal    | LHSQ       | 1  | 1                | 0                | 1                | 0                | 1                | 0 | 0                    | 0                    | 0                    |                      |                      |
| Totaux LNH | Totaux LNH            | Totaux LNH |    | 454              | 115              | 165              | 280              | 136              |   | 45                   | 10                   | 10                   | 20                   | 16                   |